# Jean-Mathias de Barthélemy de Gramont
Jean-Mathias de Barthélemy de Gramont de Lanta (né à Toulouse en mai 1687, mort à Perpignan le 10 juillet 1743), ecclésiastique, fut évêque d'Elne-Perpignan de 1723 à 1743.

## Biographie
Jean-Mathias de Barthélemy de Gramont de Lanta est le fils de Jacques de Barthélémy de Gramont, baron de Lanta, et de Catherine de Riquet (1652-1719). Prêtre, docteur en théologie, chanoine de Saint-Sernin de Toulouse, il est aussi prévôt du chapitre de la cathédrale de Saint-Papoul. À la mort de son oncle l'évêque du lieu François de Barthélemy de Gramont, il est pourvu en 1717 en commende de l'abbaye de Calers. Il reçoit ensuite en 1725 l'abbaye de la Réale et l'abbaye Sainte-Marie d'Arles-sur-Tech dans le diocèse d'Elne.
Nommé évéque d'Elne-Perpignan, siège vacant depuis la démission en 1722 de l'évêque non consacré Antoine-Jérôme Boyvin de Vaurouy, il est confirmé le 8 avril 1726 et consacré le 26 mai suivant dans l'église du noviciat des Jésuites de Paris par Nicolas de Malezieu, évêque de Lavaur. Il meurt à Perpignan après un épiscopat de vingt ans en 1743.